# Qiaodong, Zhangjiakou
Qiaodong är ett stadsdistrikt i Zhangjiakous stad på prefekturnivå i Hebei-provinsen i norra Kina. Det ligger omkring 160 kilometer nordväst om huvudstaden Peking. 